# كيري جيمس مارشال
كيري جيمس مارشال (بالإنجليزية: Kerry James Marshall)‏ هو رسام أمريكي، ولد في 17 أكتوبر 1955 في برمنغهام في الولايات المتحدة.

## وصلات خارجية
- كيري جيمس مارشال على موقع الموسوعة البريطانية (الإنجليزية)
- كيري جيمس مارشال على موقع ديسكوغز (الإنجليزية)